# Peltonyxa pusilla
Peltonyxa pusilla is een keversoort uit de familie schorsknaagkevers (Trogossitidae). De wetenschappelijke naam van de soort werd in 1970 gepubliceerd door Roy Crowson.